# Valverde de Valdelacasa
Valverde de Valdelacasa là một đô thị ở tỉnh Salamanca, tây Tây Ban Nha, thuộc cộng đồng tự trị Castile-Leon. Đô thị này có cự ly 63 kilômét so với thành phố tỉnh lỵ Salamanca và có dân số 68 người.
Đô thị này có diện tích 7,59 km².Đô thị này nằm ở khu vực có độ cao 803 mét trên mực nước biển.
Mã số bưu chính là 37791.